# سوکولاک، لیوبووئیا
سوکولاک (به صربی: Sokolac) یک روستا در صربستان است که در Ljubovija واقع شده‌است.